# Sergey Fedorchenko
Sergey Fedorchenko (né le 18 septembre 1974 à Almaty) est un gymnaste kazakh.

## Palmarès

### Jeux olympiques
- Sydney 2000
  - 5e au saut de cheval

### Championnats du monde
- San Juan 1996
  - 4e au sol
  - 4e au saut de cheval
  - 6e à la barre fixe

- Lausanne 1997
  -  médaille d'or au saut de cheval
  - 4e au sol